# Мунтяну, Ионика
Ионика Мунтяну (рум. Ionica Munteanu, родилась 7 января 1979 в Бухаресте) — румынская гандболистка, вратарь клуба «Крайова» и национальной сборной Румынии. Чемпионка мира и Европы среди молодёжных команд (1998 год), чемпионка мира среди студенток (2002 год).